# Noina arka
Noina arka (hebr. תיבת נח), prema Bibliji, drveno plovilo koje je izgradio Noa na Božju zapovijed kako bi spasio sebe i svoju obitelj kao i životinje od Potopa. Ta je pripovijest sadržana u židovskoj i kršćanskoj starozavjetnoj Knjizi Postanka, poglavlja 6-9, ali su priče o arci i potopu mnogo starije od biblijskih zapisa. Mit o velikom potopu prisutan je širom svijeta i kod većine civilizacije, neovisno o tome je li moguća teorija da se radilo o jednom globalnom planetarnom potopu što je malo izgledno ili o nizu katastrofalnih potopa koji su se događali u različitim vremenima i na različitim mjestima te su se usjekli duboko u svijest ondašnjih ljudskih zajednica koje su očuvale spomen na te turbulentne događaje preko usmene tradicije koja je s vremenom bila zapisana.

## Biblijska priča o Noinoj arci
Prema Bibliji, Noa je bio patrijarh, deveti u nizu nakon Adam, poznat po svojoj pobožnosti i pravednosti zbog čega ga je Bog odlučio poštedjeti nakon donošenja odluke da uništi čovječanstvo zbog grijeha. Bog je naredio Noi da sagradi veliko plovilo u koje će smjestiti po par od svake životinjske vrste, kao i svoju obitelj te će poslije potopa, ponovno repopulirati Zemlju. Prema toj priči cijelo čovječanstvo činili su potomci Noinih sinova Hema, Sema i Jafeta.

## Sumerska priča o Ziusudri i Velikom potopu
Priča o Noinoj arci iz Knjige Postanka ima paralele sa sumerskim mitom o Ziusudri, koji pripovijeda o tome kako je Bog upozorio Ziusudru da sagradi plovilo u kojem će izbjeći poplavi koju je On poslao. Ziusudra je bio kralj-svećenik sumerskog grada Šurupaka. U jednom trenutku, bogovi odlučili poslati potop kako bi uništili čovječanstvo pa je jedan od bogova naredio Ziusudri da sagradi veliki brod. Poslije strahovite oluje i potopa koji je trajao sedam dana, voda se povukla. Manje precizne paralele o potopnom mitu se mogu naći u mnogim drugim kulturama širom svijeta. U stvari, priča o Potopu je jedna od najčešćih tema mitologije širom svijeta, što i skeptici i vjernici koriste kao dokaz u prilog svog stajališta.
Priča o arci je bila predmet opsežnog objašnjavanja u različitim abrahamskim tradicijama, pri čemu su se teoretska rješenja i praktična rješenja (npr. kako se Noa rješavao životinjskog otpada) miješala s alegorijskim tumačenjima (npr. arka kao prethodnica crkve, nudi spas čovječanstvu).

## Babilonski mit o Utnapištimu
Utnapištim je bio legendarni babilonski junak koji se spominje u Epu o Gilgamešu. Po savjetu boga Ea sklonio se s obitelji i životinjama na velikom brodu te je tako izbjegao usud, nakon što je počeo veliki potop. Kasnije je stekao besmrtnost, a na putovanju ga je susreo i sam Gilgameš.

## Deukalion i Arka
Deukalion je, prema grčkoj mitologiji bio Prometejev sin koji je preživio potop koji je na Zemlju poslao bog Zeus zbog zločina Likaonovih sinova. Deukalion je sagradio veliko plovilo i spasio se zajedno sa svojom ženom Pirom. Poslije potopa, Zeus im je rekao da bacaju kamenje iza sebe koje se pretvaralo u nove ljude i tako je ponovno stvoreno čovječanstvo.

## Mogućnost postojanja Noine Arke
Priča o velikom potopu i arci u Knjizi Postanka mogla bi predstavljati obradu nekoliko starijih izvora, odnosno mogla je nastati kroz proces sažimanja i obrade priče kroz mnoga stoljeća. To bi moglo objasniti izvjesnu zbrku i ponavljanja u tekstu. Mnogi ortodoksni Židovi, kršćani i muslimani odbacuju ovu hipotezu, smatrajući da je priča o arci istinita, da ima jednog autora, a da se sve navodni nedostaci mogu racionalno objasniti. Međutim, ozbiljna znanstvena analiza odbacuje mogućnost postojanja takvog plovila. Njegove dimnezije su bile ogromne i brod takvih dimenzija nije bio izgrađen sve do 19. stoljeća, a prema biblijskoj priči sagradio ga je sam Noa s trojicom sinova, što je potpuno nemoguće. Jednako tako nije moguće da bilo tko ulovi par od svake životinje i smjesti ga unutar nekakve strukture. Također, prema Bibliji, Noina arka je imala samo jedan otvor te bi bilo nemoguće izdržati smrad tolikih životinja.

### Istraživanje i potraga za Noinom arkom
Od početka 18. stoljeća, razvoj geologije i biogeografije kao znanosti je omogućio da pojedini prirodnjaci pokušaju osporiti doslovno tumačenje priče o Arci. Unatoč tome, toga biblijski doslovnjaci nastavljaju potragu za ostacima Noine arke i dokazima o postojanju velikog potopa na širem prostoru nekadašnje Mezopotamije. Na temelju referenci iz Biblije gdje piše kako se Noina arka nasukala na području Urartua, odnosno kasnije Armenije, istraživači su pokušavali tragati za arkom u području na i oko planine Ararata u sjeveroistočnoj Turskoj. Međutim, zbog stalnih političkih i oružanih napetosti u tom području koje nisu prestale ni nakon pada SSSR-a izuzetno je otežano dobiti dozvolu turskih vlasti za istraživanjem na tom prostoru. Usprkos tome, provedeno je nekoliko ekspedicija, ali bez uspjeha. Satelitski snimci uputili su na postojanje izvjesne anomalije na Araratu koju neki proglašavaju okamenjenim ostacima drvene Noine arke, međutim takve tvrdnje završavaju na razini pretpostavke bez mogućnosti dokazivanja takvih tvrdnji.